# Supplì

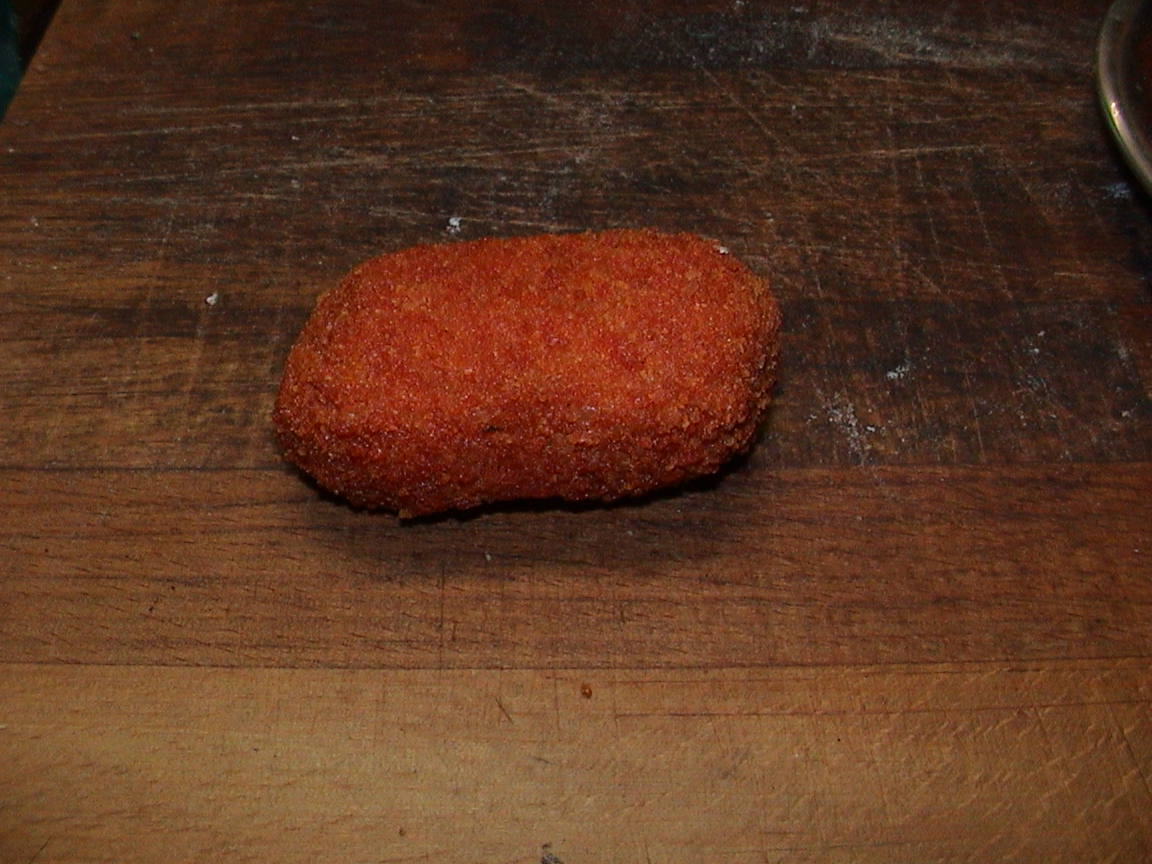
Supplì de arroz.

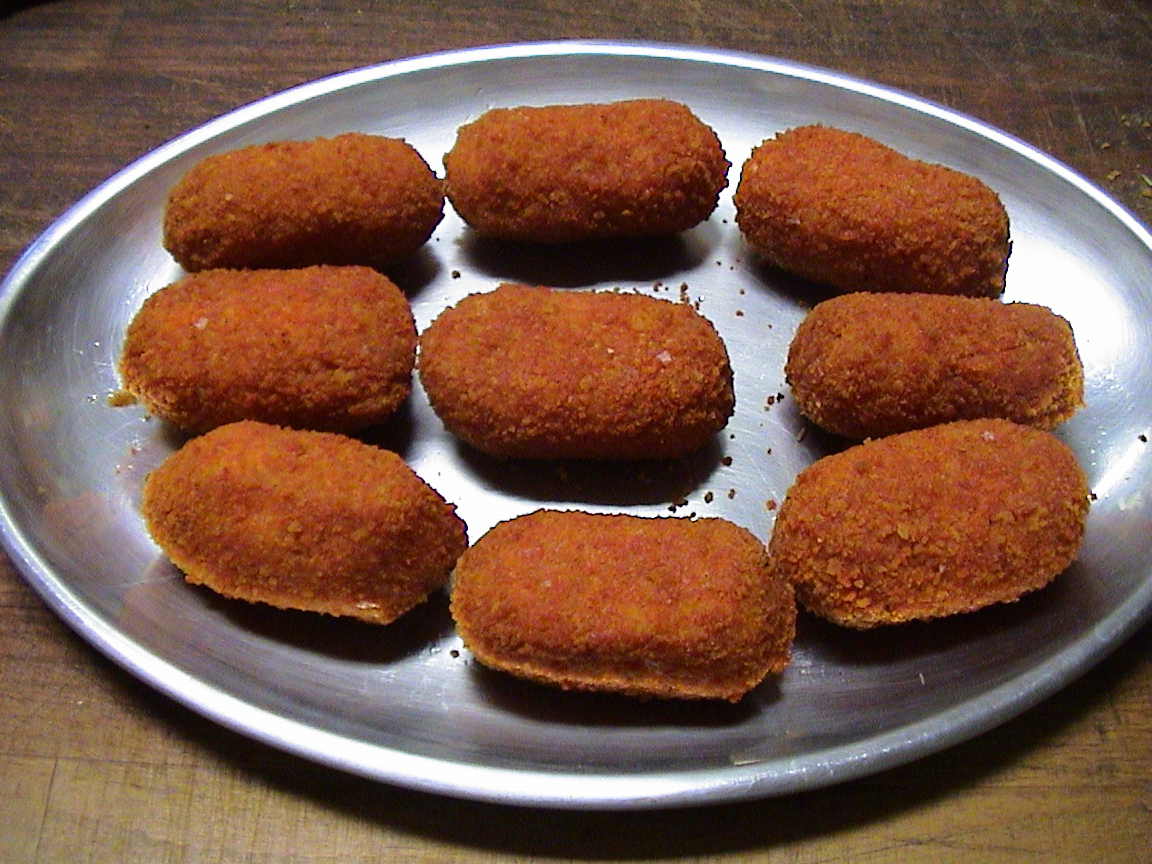
Ración de supplì.

El supplì al telefono, o simplemente supplì [supˈpli] (del francés surprise, ‘sorpresa’) es una receta típica de la cocina romana consistente en una bola de masa hecha de arroz cocido en un caldo de carne y dejado enfriar, que se mezcla con huevo crudo, se recubre de pan rallado y se fríe en aceite. Es muy parecido al arancino de arroz siciliano.
La receta original de supplì no incluye huevo, siendo simplemente una croqueta de arroz cubierta con ragú, sin guisantes. En el centro se encuentra un trozo de mozzarella. El empanado exterior se hace con un rebozado (agua y harina) y pan rallado. Cuanto más fino sea el pan rallado menos probable es que su sabor pase al interior. El supplì se fríe en aceite a 180 °C. Al comerlo el queso debe formar hilos, y por esto se llama supplì al telefono.
El supplì también puede hornearse en una bandeja engrasada (especialmente si es congelado). Al igual que los arancini sicilianos, en la masa se puede incluir verdura (especialmente espinaca y achicoria), panceta, hongos y otros ingredientes, e incluso puede excluirse la salsa.
En Roma y el Lacio pueden servirse en pizzerías como antipasto.